# 綠藍悖論

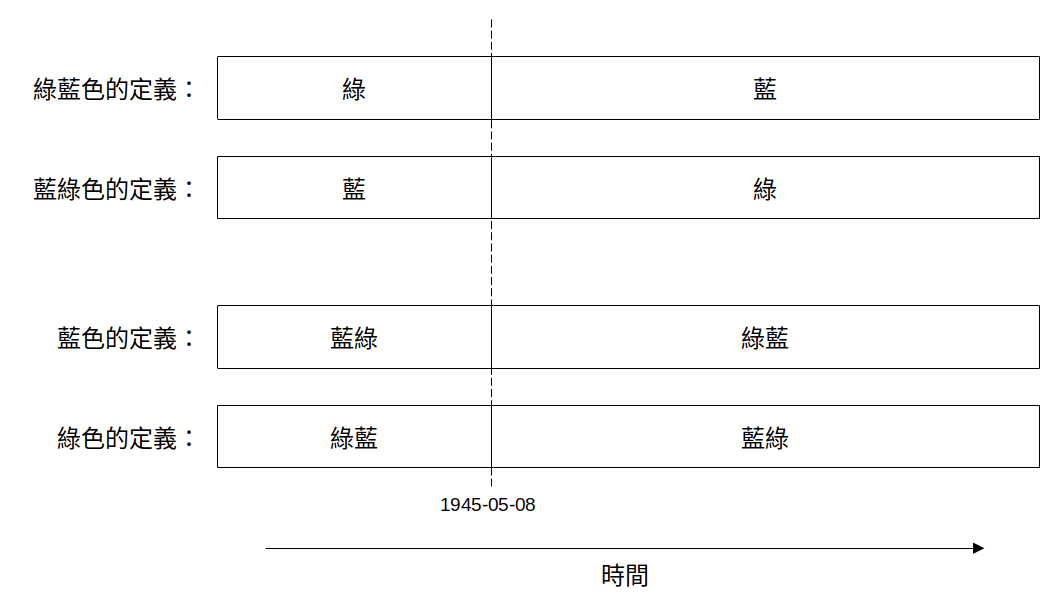
藍綠色、綠藍色、藍色、以及綠色的定義

綠藍悖論（英語：Grue Paradox），又稱古德曼悖論、新歸納之謎，由納爾遜·古德曼於1954年在《事實、虛構和預測》一書中正式提出。該悖論提出之後在科學哲學和關係語義等領域引起廣泛而持久的爭論，沿著方法學、邏輯語和貝氏機率等路徑提出了多種解決方案。

## 定義
納爾遜·古德曼提出綠藍（Grue）和藍綠（Bleen）兩個顏色，假設這兩種顏色會隨時間而變化。
古德曼先提出一個新的顏色詞「綠藍」（green-blue，grue），根據容易理解的顏色詞「綠」和「藍」來定義，引用兩種涉及情況：在第一種情況，某物x在一定時間t被認為是綠藍的，且僅當x在t之前是綠的，或者在t之後是藍的，可以描述它為綠藍；到了第二種情況，某物z在時間t之前是綠的，在t之後是綠的，若用新的顏色來描述，只能描述為z在t之前是綠藍的，但不能說在t之後是綠藍的，因為在第一種定義下，要求在t之後必須是藍的東西才是綠藍的。所以在t之後仍是綠的z就不能為綠藍，於是古德曼再提出一個新的顏色詞「藍綠」（bleen，blue-green）。

## 意義
在科學哲學上，難以證明目前對世界的觀察和描述是不是類似綠藍色，會不會在未來的某一天不再適用。這和休謨在归纳问题中對歸納法的怀疑類似。
語義學上，綠藍色這個詞在直覺上不合常理，然而背後原因不易說明：乍看之下此顏色的定義較複雜，需要參照時間，然而這是因為人們先定義了「綠色」和「藍色」作為基準；若反過來用綠藍色和藍綠色來描述，則會發現是「綠色」和「藍色」的定義較複雜（參見附圖）。